# Ryūtarō Hashimoto
Ryutaro Hashimoto (29 de Julho de 1937 — 1 de Julho de 2006) foi um político do Japão. Ocupou o lugar de primeiro-ministro do Japão de 11 de janeiro de 1996 a 30 de julho de 1998.

## Carreira
Foi eleito em 1963 a deputado quando tinha 26 anos, era membro do Partido Liberal-Democrata (PLD).
O pai de Hashimoto era o ex-ministro da educação. Depois de estudar na Universidade Keiō, Hashimoto trabalhou pela primeira vez para uma empresa têxtil. Em 1963, ele foi eleito pela primeira vez para a Câmara dos Comuns do Japão pelo Partido Liberal Democrático (LDP) no segundo distrito eleitoral de Okayama, o distrito eleitoral de seu pai recentemente falecido .
Ele serviu por dois mandatos (11 de janeiro a 7 de novembro de 1996 e 7 de novembro de 1996 a 30 de julho de 1998) como primeiro-ministro. Ao fazer isso, ele levou a cabo reformas financeiras a fim de consolidar o orçamento nacional, mas isso também enfraqueceu o já declinante consumo dos japoneses. Em particular, o aumento do IVA em abril de 1997 trouxe ao LDP uma queda de votos na eleição para a câmara alta subsequente em 1998. Hashimoto aproveitou o resultado como uma oportunidade para renunciar ao cargo de chefe do governo.
Ele então liderou a então maior facção dentro do Partido Liberal Democrata, o Heisei Kenkyūkai. Em 2001 foi derrotado pelo futuro primeiro-ministro Jun'ichirō Koizumi nas eleições para a presidência do LDP. Em julho de 2005, ele renunciou ao cargo de líder de grupo parlamentar após um escândalo de doações. Em setembro de 2005, ele se retirou quase completamente da política por motivos de saúde.
Hashimoto chefiou um órgão consultivo para o Conselho Consultivo do Secretário-Geral das Nações Unidas sobre Água e Saneamento (UNSGAB) de 2004 até sua morte.
O filho de Hashimoto, Gaku Hashimoto, também é político do LDP da facção de Tsushima e membro da Câmara dos Comuns.
Hashimoto praticou as artes marciais Kendo e alcançou o 6º Dan. Em 1998, em reconhecimento ao trabalho dos artistas marciais norte-americanos, ele doou dois troféus ao Shoryuhai realizado anualmente na Universidade de Harvard.